# Рахмонов, Аббос Зафар угли
Аббос Зафар угли Рахмонов (узб. Abbos Zafar ogli Rahmonov; род. 7 июля 1998 года, Узбекистан) — узбекский борец вольного стиля, выступающий в весовой категории до 61 кг. Участник XXXI Летних Олимпийских игр, бронзовый призёр Чемпионата Азии по борьбе, чемпион Азии по борьбе среди юниоров.

## Карьера
В 2015 году на Чемпионате мира среди юношей в Сараево (Босния и Герцеговина) в весовой категории до 54 кг в борьбе за бронзовую медаль проиграл борцу из США Дейтон Фиксу.
В 2016 году на Летних Олимпийских играх в Рио-де-Жанейро (Бразилия) в весовой категории до 57 кг в первом раунде с кубинским борцом Йовлис Бонне, но не смог его одолеть.
В 2018 году на Чемпионате Азии по борьбе в Бишкеке (Кыргызстан) в весовой категории до 61 кг в полуфинале проиграл японскому борцу Кадзуя Коянаги. В утешительном раунде победил индийского борца Шарван Шарвана и таким образом завоевал бронзовую медаль турнира. На Чемпионате Азии по борьбе среди юниоров в Нью-Дели (Индия) в весовой категории до 61 кг в финале одержал победу над казахским борцом Талгат Сырбазом.
В 2019 году на Чемпионате мира по борьбе в Нур-Султан (Казахстан) в весовой категории до 61 кг в четвертьфинале проиграл российскому борцу Магомедрасул Идрисову. В утешительном раунде сначала одержал победу над белорусом Андрей Бекренев, но затем проиграл иранскому борцу Бенам Эхсанпур и занял всего лишь пятое место.